# Moresby Island
Moresby Island (Haida Gwaii Hanas) ist die Hauptinsel des südlichen Teils der Inselgruppe Haida Gwaii (ehemals Queen Charlotte Islands), einer Inselgruppe vor der Nordwestküste von British Columbia, Kanada im Pazifischen Ozean. Moresby Island gehört zu den 150 größten Inseln Kanadas (32. Platz bei mehr als 50.000 Inseln) und ist die drittgrößte der kanadischen Pazifikinseln. Sie gehört zum North Coast Regional District.
Die wichtigste Verkehrsverbindung der Insel, neben der Fährverbindung von Graham Island zum „Alliford Bay Ferryterminal“ und dem K'il Kun Xidgwangs Daanaay (dem Flughafen Sandspit, IATA-Code: YZP, ICAO-Code: CYZP), ist die Straße vom Fährhafen zur Siedlung Sandspit an der Nordostküste.

## Geographie
Die Insel besitzt eine Fläche von 2608 km² bei einer Küstenlänge von 1180 km und erreicht eine Höhe von bis zu 1164 m über dem Meer (Mount Moresby), womit sie zu den höchsten Inseln der Erde gehört. Der Skidegate Channel, eine schmale Meerenge im Norden, trennt sie von der anderen Hauptinsel Graham Island (Haida: Haida Gwaii). Moresby Island ist von zahlreichen weiteren Insel der Inselgruppe umgeben. Dabei sind die östlich gelegenen Louise Island und Lyell Island die größten davon. Nach Süden liegt dann Kunghit Island, getrennt durch den Houston Stewart Channel, die südlichste der größeren Inseln von Haida Gwaii.
Fast alle Einwohner der Insel leben in Sandspit, einer Siedlung mit rund 300 Einwohnern.

## Geschichte
Die Geschichte der Inselgruppe reicht weiter zurück als die europäisch geprägte Geschichtsschreibung. Die Insel ist traditionelles Siedlungs- und Jagdgebiet der First Nations, hauptsächlich der Haida. Tatsächlich lassen archäologische Funde eine Besiedlung der Insel bereits in der Frühzeit vermuten. Auf der Insel haben die Haida heute vier Reservate.
Am 27. Oktober 2012 um 20:04 (PDT) wurden die Haida-Gwaii-Inseln von einem Erdbeben mit der Stärke von 7,7 auf der Momenten-Magnituden-Skala erschüttert. Es war, nach dem Erdbeben vor den Queen Charlotte Islands 1949 mit einer Stärke von 8,1 auf der Momenten-Magnituden-Skala, das zweitstärkste in Kanada jemals gemessene Erdbeben. Das Epizentrum des Erdbebens von Haida Gwaii lag dabei östlich von Moresby Island.

## Namensherkunft
Der englische Name der Insel geht zurück auf den Admiral der britischen Royal Navy Fairfax Moresby, welcher von 1850 bis 1853 Oberbefehlshaber der Pacific Station war. Der Haidaname, Gwaii Haanas, stammt von den Ureinwohnern der Region und war Namenspate für den Nationalpark der Insel.

## Tourismus
Die Insel ist ein beliebtes Ziel für Touristen. Walbeobachtung, Wandern und Rafting sind die wichtigsten Freizeitsportarten, welche Besucher ausüben können. Der von der Regierung und den Ureinwohnern gemeinsam verwaltete Nationalpark der Insel, der Gwaii-Haanas-Nationalpark, beheimatet eine Vielzahl von Pflanzen und Tieren, die selbst für kanadische Verhältnisse selten sind.
Neben dem Nationalpark finden sich auf der Insel weitere, von BC Parks betreute Naturschutzgebiete, sogenannte Conservancies.